# 百丈房古栈道

百丈房古栈道位于四川省阿坝州理县甘堡乡、杂谷脑镇，为茶马古道藏北线汶川县-理县段的一部分，有重要的历史价值和纪念意义。2013年被中华人民共和国国务院公布为全国重点文物保护单位，为茶马古道四川境内阿坝段的一处文物点。
古栈道分布在甘堡乡甘堡藏寨至杂谷脑镇宝殿寺附近的杂谷脑河北岸，为历代交通重要通道。具体分为五段：1、甘堡藏寨段，位于甘堡乡，全长1千米；2、甘堡藏寨南延段，位于甘堡乡以南，全长680米；3、维关碉段，位于杂谷脑镇维关村维关碉附近，全长2千米；4、峭壁段，位于杂谷脑镇，全长1.6千米；5、宝殿寺段，位于杂谷脑镇，全长1.15千米。